# Wolfgang Güttler
Wolfgang Güttler (ur. 22 lutego 1893, zm. 20 lutego 1918) – as lotnictwa niemieckiego Luftstreitkräfte z 8 potwierdzonymi  zwycięstwami w I wojnie światowej, dowódca Jagdstaffel 13.
Służbę wojskową rozpoczął w sierpniu 1914 roku. Po przejściu szkolenia został przydzielony do 11 Batalionu Strzelców (Kurhessisches Jäger-Bataillon Nr.11) należącym do XI Korpusu Armijnego. Po przeniesieniu do lotnictwa od 1916 roku służył na froncie wschodnim w jednostce rozpoznawczej FA72, a następnie w FAA285. 
Po przejściu szkolenia na samolotach jednomiejscowych w Fliegerersatz Abteilung Nr. 11 w Brzegu 10 marca 1917 roku został przydzielony do eskadry myśliwskiej Jagdstaffel 24. W jednostce odniósł 4 zwycięstwa pierwsze 2 maja 1917 roku. 29 września został przeniesiony do Jagdstaffel 13 na stanowisko dowódcy. W jednostce odniósł jeszcze 4 zwycięstwa.
Zginął 20 lutego w pobliżu Reneuil Ferme Francja w czasie kolizji z innym pilotem z eskadry Paulem Hiobem. Pochowany został w rodzinnym mauzoleum w miasteczku Reichenstein (obecnie Złoty Stok) na Dolnym Śląsku.

## Odznaczenia
- Krzyż Żelazny I Klasy
- Krzyż Żelazny II Klasy